# 東方封魔錄 ～ the Story of Eastern Wonderland.

封魔錄标题画面

《东方封魔录 ～ the Story of Eastern Wonderland.》是东方Project的第二部作品，是本系列中第一个的弹幕射击游戏，可以被认为奠定了以后本系列的主要游戏模式。本作由上海愛麗絲幻樂團的前身ZUN Soft开发，发布于Comic Market52 ，引入了本作第二主角——雾雨魔理沙。

## 游戏玩法

本作是東方Project系列第一個彈幕射擊遊戲。

本作基本奠定以后本系列弹幕射击游戏的系统基础——非常小的自身击中判定、敌人头目角色不会大过玩家角色但经常移动、密集而有一定规律的敌方弹幕、火力升级系统、多样化分数物品、可解开的Extra关卡以及半复杂的计分系统。
本作为五关卡并追加Extra关卡，博丽灵梦在本作中拥有三种类型的武器：大范围但火力很弱的射击类型、中等范围并附有自动敌人追击以及中等火力的射击类型以及小范围高火力但降低玩家移动速度的射击类型。炸弹也依所选择的射击类型有各个特殊效果。

## 故事
博丽灵梦在深山进行修炼后归来，发现博丽神社又被妖怪入侵，于是趁着难得的对其修炼成果的考验机会，博丽灵梦又拿着强大的博丽阴阳玉并骑着她的乌龟玄爷上将它们所摧毁并找寻出这入侵事件的源头。

### 登场角色
博丽灵梦
本作主角，从深山修炼归来——其实其讨厌修炼，实际上把修炼的时间浪费消遣上——发现神社被占，于是开始清理神社的敌人。
魅魔
第5关头目，本作目标想向全人类复仇和抢夺灵梦的阴阳玉的力量但详细动机不明，若成功击败其后会将其封印，但仍被其逃掉；若战败的话为魅魔只是抛下灵梦离开，并在一个月后魔理沙出现并要求和灵梦进行修炼。
玄爺
被博丽灵梦收养的坐骑，长期生活在各种各样的神力之中的龟，拥有在空中自由飞翔的能力。博丽灵梦称呼其为“老爷爷”，而玄爺则称灵梦为“主人”。
里香（Rika）
天才的坦克技师，在第一关头目以驾驶“ふらわ〜戦车”和Extra关卡头目以驾驶“飞行型戦车、イビルアイΣ”出现。
明罗（Meira）
女战士，第二关头目，要求挑战灵梦交出博丽之力归其，但输掉后就立即逃离神社。

## 音乐
1. （译名：东方封魔录　～净土曼茶罗） - 标题曲
2. （译名：博丽　～东风） - 第1关BGM
3. （译名：白昼的终焉） -第2关BGM
4. （译名：幻梦界） - 第3关BGM
5. （译名：神篱，在紫色中燃烧吧） - 第4关BGM
6. （译名：东方封魔录　～幽幻乱舞） -第5关BGM
7. （译名：她生气了！！） - 第1关头目BGM
8. （译名：暗黑之力量） - 第2关头目BGM
9. （译名：赌上死亡） - 第3关次目BGM
10. （译名：恋色Magic） - 第4关头目BGM
11. （译名：完美暗黑） - 第5关头目BGM
12. （译名：Extra Love） - Extra关卡BGM
13. （译名：战车娘的梦想） - Extra关卡头目BGM
14. （译名：远野森林） - 通关曲
15. （译名：传说的Wonderland）- 制作人员名单BGM

收录于音乐专辑「幺乐团的历史 ～ Akyu's Untouched Score vol.3」和经过重编收录于东方怪绮谈 ～ Mystic Square.音乐屋。
在东方怪绮谈 ～ Mystic Square.中也收录了部分没在本作使用的曲目并包括原来所使用的场景记录。
1. - 未使用曲（原第1关BGM）
2. - 未使用曲（原第2关BGM）
3. - 未使用曲（原人员名单BGM）